# Monsaraz
Monsaraz és un civil parròquia (freguesia) de l'ajuntament de Reguengos de Monsaraz, en el marge dret del Riu Guadiana a la portuguesa de l'Alentejo comarca, prop de la frontera amb Espanya. La població l'any 2011 es va 782, en una zona de 88.29 km².

## Història

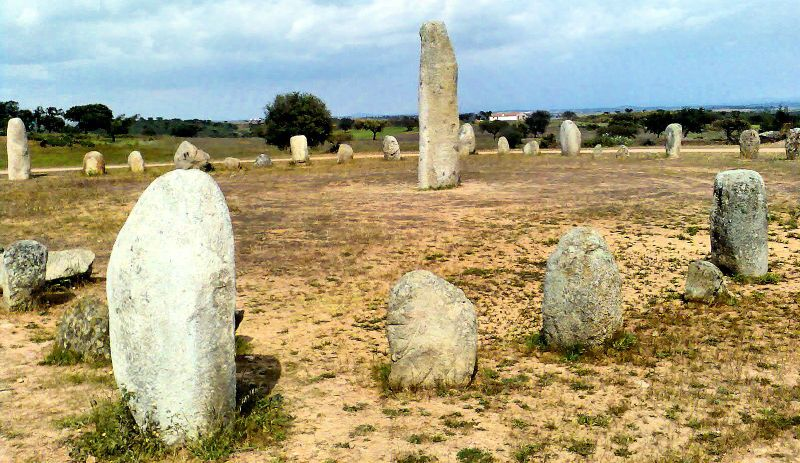
Els monuments megalítics del Cromlech de Xerez

Per la seva posició geogràfica, el cim del turó de Monsaraz sempre va ocupar un lloc important en la història del municipi, havent estat ocupat per diferents pobles des del registre prehistòric. És un dels assentaments portuguesos més antics del sud de Portugal, ocupat des de la prehistòria, els exemples d’habitació permanent de la qual inclouen centenars de monuments megalítics. Aquests inclouen les restes neolítiques de: Monuments megalítics de Herdade de Xerez, Olival da Pega Dolmens, Menhir of Bulhoa, Rocha dos Namorados Menhir i Outeiro Menhir. El turó, on es troba el principal assentament, era una fortificació prehistòrica, o castro, que va ser la base de l’ocupació preromana i dels temples funeraris, esculpits a la roca local.
Monsaraz es va reorganitzar durant l'ocupació romana, i posteriorment fou ocupada successivament pels visigots, àrabs, mossàrabs, jueus i, després de la Reconquista, cristians fidels a Afonso Henriques. Al segle viii, Monsaraz va caure sota el domini de les forces àrabs que van ocupar la península Ibèrica, passant a dir-se Saris o Sharish, i després del control de la Taifa de Badajoz (un dels centres àrabs més destacats de l'època). El nom de Monsaraz prové de la paraula Xarez o Xerez, la transliteració de l’àrab Saris o Sharish, per a la Estepa ladanífera (Cistus ladanifer L.), una planta que encara avui prospera en sòls pobres, secs i àcids de pissarra que envolten. Monsaraz. Les paraules Saris o Sharish van evolucionar cap al portuguès Xaraz i al castellà (castellà) Jerez (el nom espanyol del vi de xerès). Per tant, l'assentament es va conèixer amb el nom de Monsaraz, originari del Monte Xaraz, és a dir, turó fortificat envoltat de Gum Rockroses. La seva posició naturalment destacada, en ser el turó més alt de la zona, així com la seva proximitat a la vall profunda del Guadiana, el van convertir en un lloc d’importància estratègica.

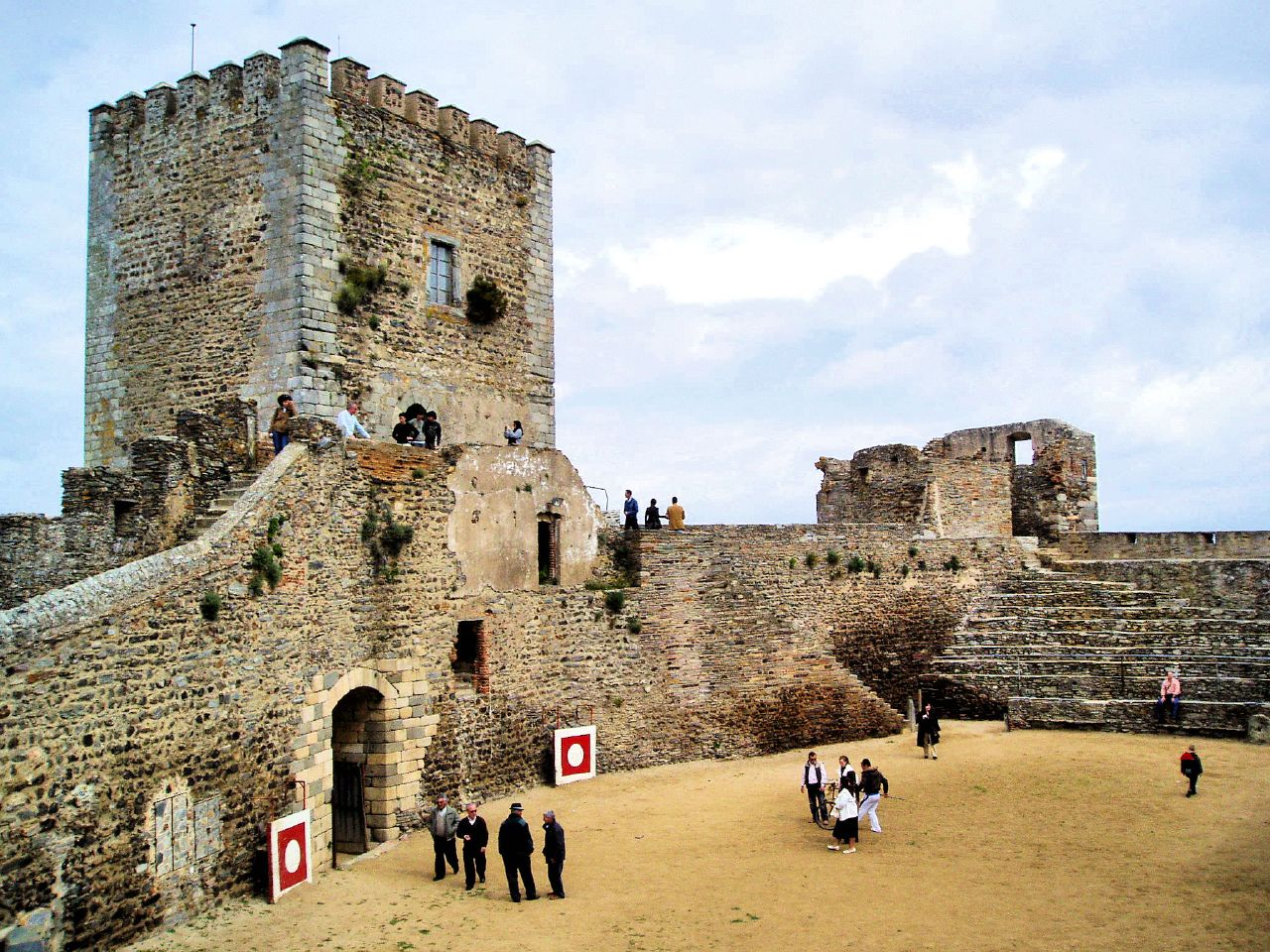
El castell de Monsaraz, centre turístic de la parròquia

El 1167, el castell i la medina van ser presos per Geraldo Sem Pavor, en una expedició que provenia d'Évora (que s'acabava de reprendre, aproximadament al mateix temps). Després de la derrota d’Afonso Henriques a Badajoz, Monsaraz va ser novament presa per les forces musulmanes. El 1232, amb el suport dels cavallers templers, el rei Sanç II va recuperar definitivament la ciutadella i la ciutat, posant-la sota el control dels templers i obligant-los a establir una guarnició que protegís la frontera. La repoblació cristiana de Monsaraz va acabar al voltant del regnat d'Afons III, quan se li va assignar un alcalde, el cavaller Martim Anes, i primera carta de foral .
El 1263 ja era una fortalesa important, sent el cap d’un municipi, amb grans privilegis. L'economia local es basa fonamentalment en l'agricultura i ramaderia, algunes petites indústries productores artesnal existent de terracota pisa de fang i martillado de coure.
Després de l’ Interregne portuguès (1383-1385), la ciutat de Monsaraz es va integrar als dominis de la casa de Bragança sota la direcció de Nuno Álvares Pereira. El 1412 l’hereta Fernando, el seu fill, convertint-se en un dels centres de beneficis més preuats de les finques ducals.
El 1512, el rei Manuel de Portugal va emetre un foral (carta) a la Vila de Monsaraz, reformulant l'administració pública i jurisdiccional del municipi.
Les crisis demogràfiques creades per la pesta van obligar el duc de Bragança, el 1527, a realitzar petites reformes agràries per tal de promoure l'assentament Monsaraz. Les petites parcel·les es van establir a la zona que envolta aquest poble.
Després de la guerra de restauració portuguesa, el 1640, el castell va rebre noves defenses tàctiques, que incloïen un nou bastió emmurallat, que va permetre integrar la fortalesa de la ciutat al sistema de defenses que connectava Elvas, Juromenha, Olivença i Mourão.

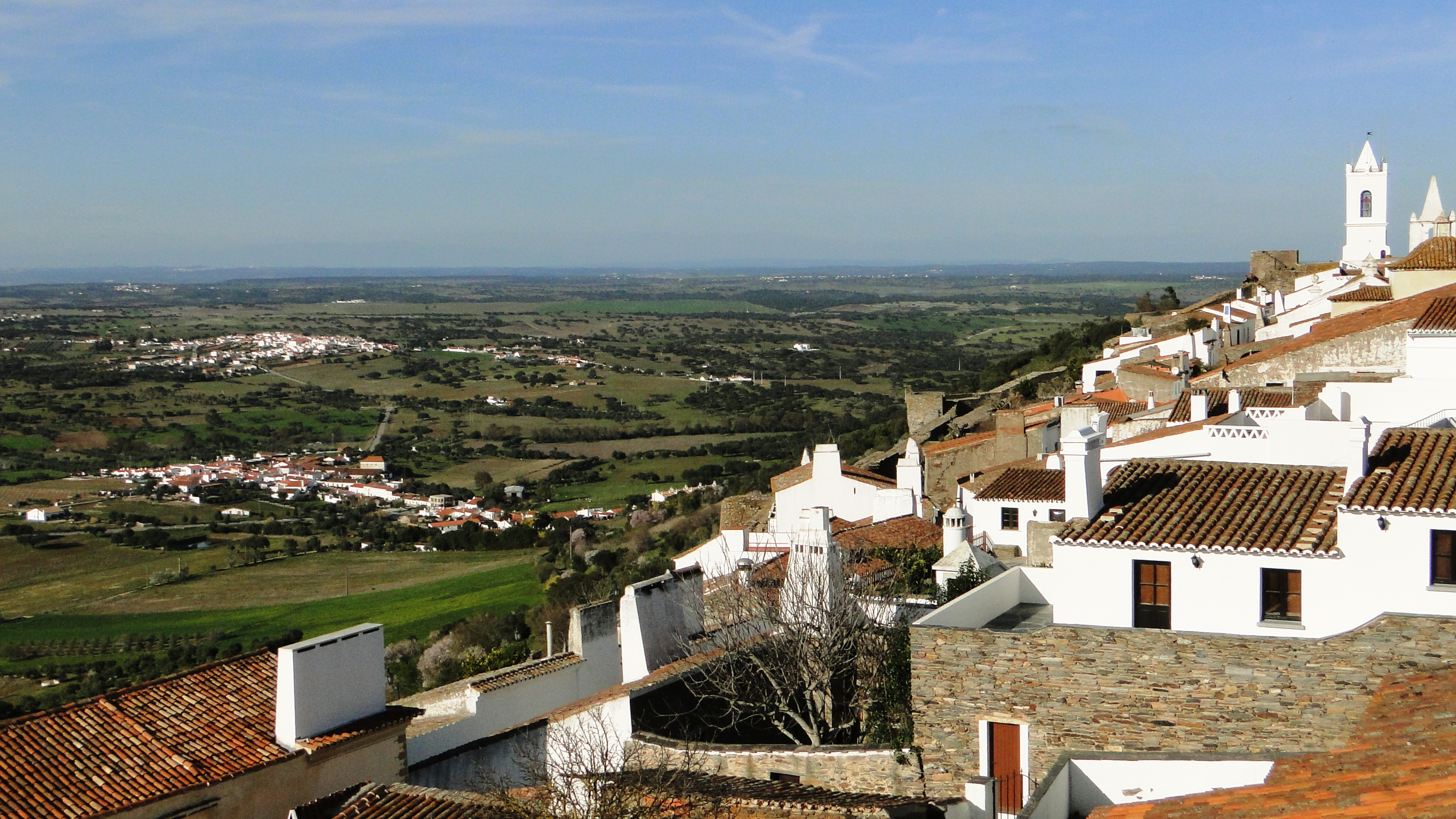
Vista des de Monsaraz, Portugal

L'estat de la ciutat medieval emmurallada, el creixement de les finques agrícoles de Reguengos, la riquesa de la producció artesanal i les vinyes i, el que és més important, la lleialtat cap a les forces miguelistes durant les guerres liberals van ser factors que van contribuir al canvi de seu municipal de Monsaraz a Vila Nova de Reguengos el 1838, fet que es va fer permanent a partir del 1851.
La parròquia de Monsaraz es troba a l'angle nord-est del municipi de Reguengos de Monsaraz, davant del riu Guadiana i la presa d'Alqueva a l'est, Corval a l'oest i Campinho al sud al municipi de Reguengos de Monsaraz. A l'altra banda de l'embassament, a l'est, hi ha la parròquia de Mourão (al municipi de Mourão) i al nord la parròquia de Capelins (al municipi d'Alandroal).

## Arquitectura
- Dolmen Olival da Pega

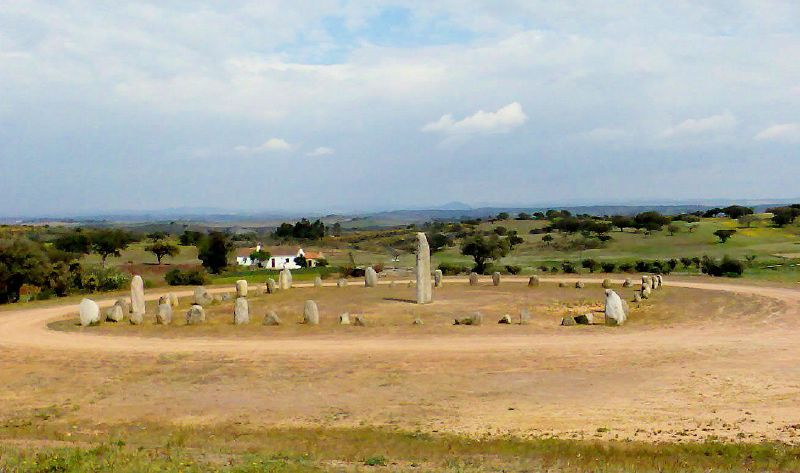
Els monuments megalítics de Herdade de Xerez, que mostren l'edat de la regió

- Monuments megalítics de Herdade de Xerez

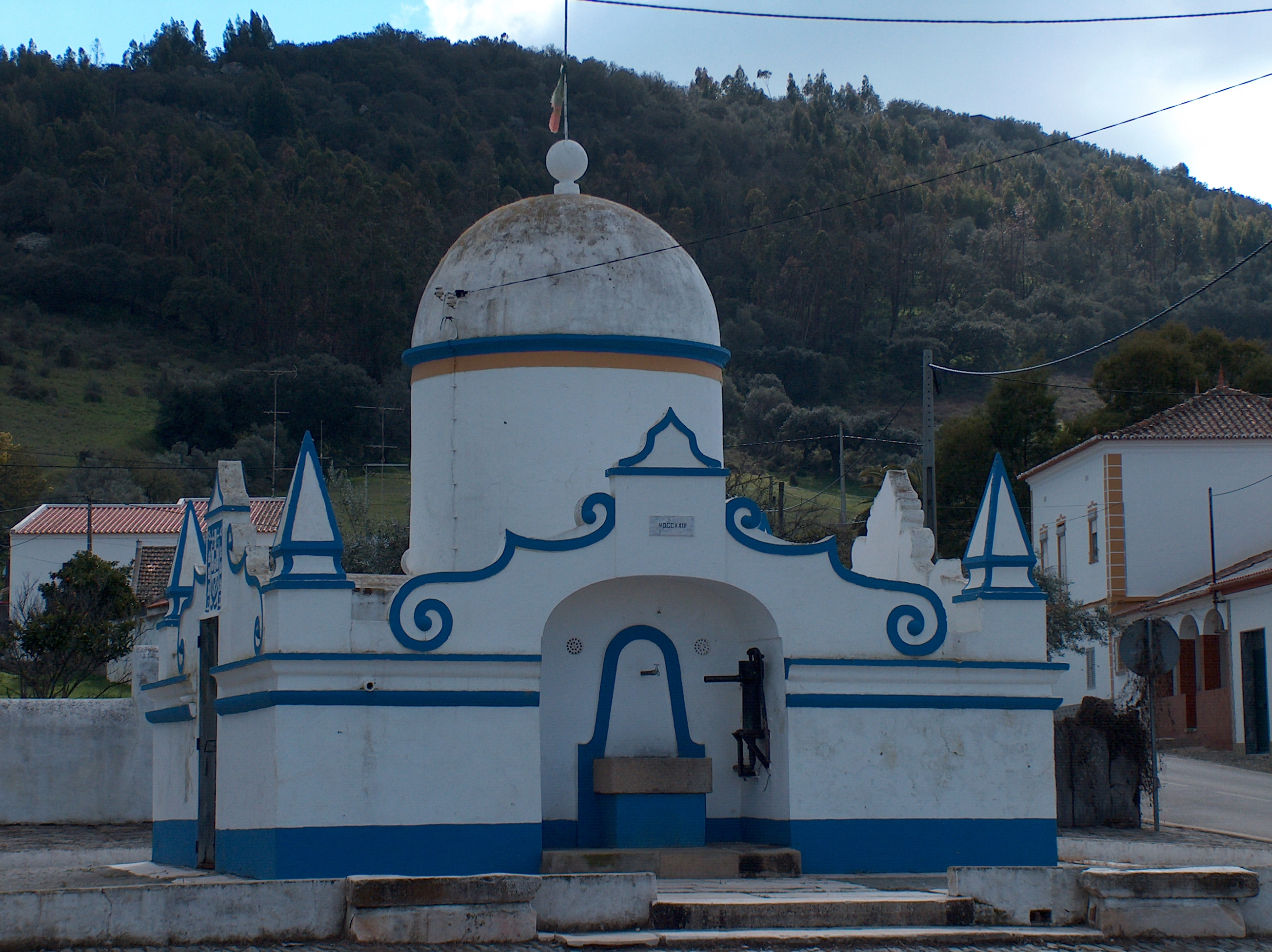
La font manierista emblanquinada del Telheiro

- Belhoa / Bulhoa Menhir
- Outeiro Menhir

- Casa da Inquisição
- Casa da Roda dos Expostos
- Casa do Juíz de Fora
- Cine Monsaraz
- Cisterna de Monsaraz

- Font del Telheiro
- Molí d’Àgua do Gato
- Novos Paços do Concelho
- Paços da Audência
- Pilar de Monsaraz
- Restaurante Sem Fim / Lagar

### Militar
- Fortificacions de Monsaraz

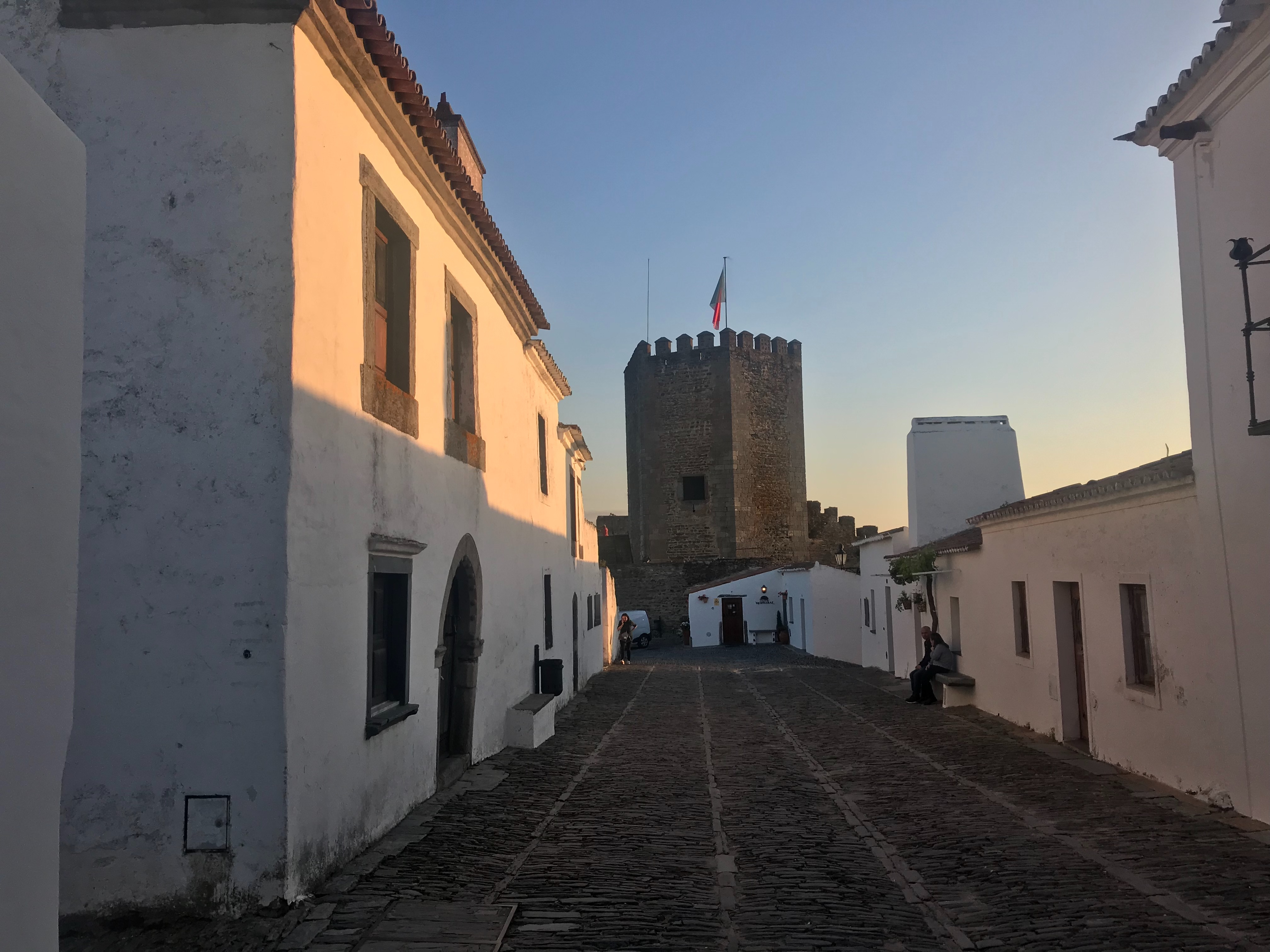
Torre de guaita de São Gens do Xarez.

- Torre de vigilància de São Gens do Xarez (Atalaia de São Gens/Torre de São Gens do Xarez), una torre de guaita senzilla i quadrada orientada als punts cardinals, però en estat de ruïna, que dificulta la reconstitució, construïda probablement el 1646 per protegir el riu Guadiana;[7]

### Religiosa
- Capella de São Bento (Capela de São Bento/Ermida de São Bento), una capella rural construïda a finals del segle XVI-principis del segle xvii, a través de les aportacions de molts dels residents locals d’Arrabalde da Vila, que inclou frescos en un sostre de volta. Després del terratrèmol de Lisboa de 1755, l'edifici va quedar greument danyat;[8]
- Capella de São João

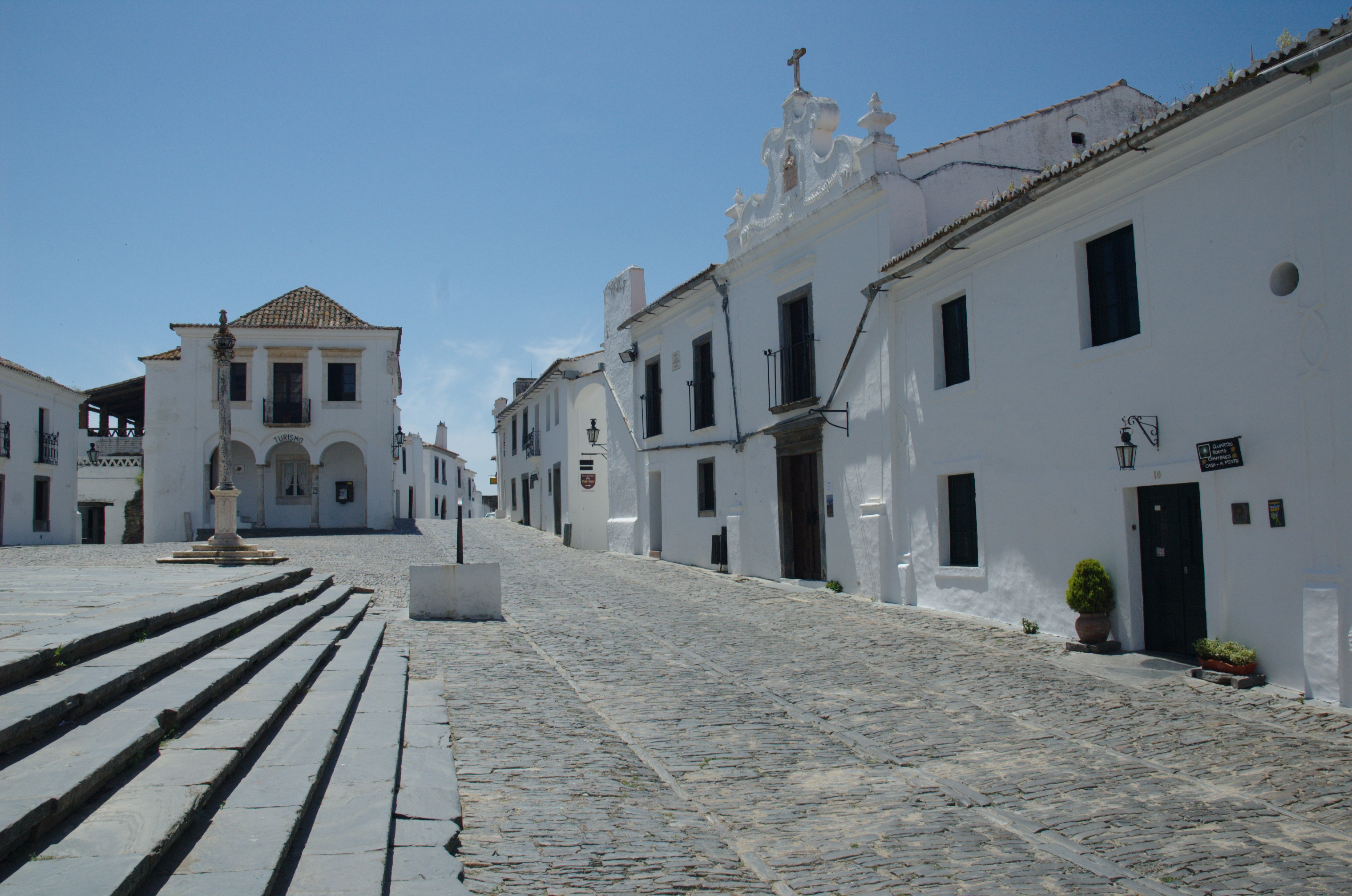
El pilar de Monsaraz davant de la plaça de l'església parroquial de Nossa Senhora da Lagoa

- Església de Nossa Senhora de Lagoa
- Església de Santiago Maior
- Església del Convent de Nossa Senhora da Orada
- Església de la Misericòrdia de Monsaraz
- Ermita de Nossa Senhora do Carmo
- Ermita de São João Baptista
- Ermita de São Lázaro
- Ermita de São Sebastião
- Ermita de Santa Catarina de Monsaraz